# Siliceto de cromo(II)
Siliceto de cromo(II) é um composto inorgânico de fórmula química CrSi2. 